# Изотопическая инвариантность
Изотопическая инвариантность (от лат. invarians, invariantis — неизменяющийся) — свойство сильных взаимодействий элементарных частиц.
Существующие в природе частицы, обладающие сильными взаимодействиями (адроны), можно разбить на группы «похожих» частиц, в каждую из которых входят частицы с примерно равными массами и одинаковыми внутренними характеристиками (спином, барионным зарядом, странностью), за исключением электрического заряда. Такие группы называют изотопическими мультиплетами. Оказывается, что сильное взаимодействие для всех частиц, входящих в один и тот же изотопический мультиплет, одинаково, то есть не зависит от электрического заряда, — в этом и состоит симметрия сильных взаимодействий, называемая изотопической инвариантностью.
Простейший пример частиц, которые могут быть объединены в один изотопический мультиплет, — протон (p) и нейтрон (n). Сильное взаимодействие протона с протоном, нейтрона с нейтроном и протона с нейтроном одинаково (если они находятся соответственно в одинаковых состояниях); это послужило исходным пунктом для установления изотопической инвариантности. Протон и нейтрон рассматриваются как два разных зарядовых состояния одной частицы — нуклона; они образуют изотопический дублет.
Электрический заряд {\displaystyle Q} частицы, входящей в изотопический мультиплет, выражается формулой Гелл-Мана — Нисидзимы: {\displaystyle Q=B/2+S/2+I_{3}}. Здесь {\displaystyle B} — барионный заряд, {\displaystyle S} — странность (одинаковые для всех частиц в данном изотопическом мультиплете), а величина {\displaystyle I_{3}} пробегает с интервалом в единицу все значения от некоторого максимального значения {\displaystyle I} (целого или полуцелого) до минимального, равного {\displaystyle -I:I_{3}=I,I-1,...,-I}. Общее число значений, которые может принимать величина {\displaystyle I_{3}}(и {\displaystyle Q}) для данного изотопического мультиплета, а следовательно, и число частиц в изотопическом мультиплете, равно {\displaystyle 2I+1}. Величина, {\displaystyle I}, определяющая число частиц в изотопическом мультиплете, называется изотопическим спином, а величина {\displaystyle I_{3}} — «проекцией» изотопического спина. Эти названия основаны на формальной математической аналогии с обычным спином частиц, поскольку, согласно квантовой механике, для частиц со спином {\displaystyle J} проекция спина на произвольное направление в пространстве может принимать через единицу значения от {\displaystyle +J} до {\displaystyle -J} то есть иметь {\displaystyle 2J+1} значений.